# Spurious Free Dynamic Range
Spurious-Free Dynamic Range, SFDR, zu Deutsch etwa „Störungsfreier dynamischer Bereich“, ist eine auch im deutschsprachigen Raum gebräuchliche Angabe, um den Abstand der größten Störung zur Grundschwingung in einem Spektrum anzugeben.
In der Nachrichtentechnik wird mit SFDR der Dynamikbereich (z. B. eines Verstärkers) bezeichnet, in dem keine höheren Harmonischen (Intermodulationsprodukte) aus dem Rauschen hervor treten.
Der SFDR wird dabei nach unten durch die minimale Eingangsleistung des Verstärkers, nach oben durch die Rauschleistung (= Intermodulationsleistung) am Ausgang begrenzt.